# Лижне двоборство на зимових Олімпійських іграх 2018 — кваліфікація
У змаганнях з лижного двоборства на зимових Олімпійських іграх 2018 року зможуть взяти участь 55 спортсменів, які змагатимуться в трьох дисциплінах. Кожну країну можуть представляти не більш як 5 спортсменів. Лижне двоборство залишається єдиним видом спорту в програмі зимових Олімпійських ігор, у якому беруть участь лише чоловіки.

## Правила кваліфікації
Кваліфікаційний період
У залік спортсменів йдуть результати, показані на будь-яких змаганнях, що проходять під егідою FIS. Розподіл квот відбувається на підставі рейтингу FIS станом на 21 січня 2018 року. Згідно з ним 50 найсильніших спортсменів отримають для своєї країни олімпійські ліцензії, при цьому кількість квот для одного НОК обмежена 5.
| Змагання               | Період                       |
| ---------------------- | ---------------------------- |
| Кваліфікаційний період | 1 липня 2016 — 21 січня 2018 |

Командна квота
Якщо після розподілу 50 путівок менш як 10 збірних отримають 4 ліцензії, які дають право виставити команду в естафету, то решту 5 ліцензій буде розподілено між країнами, що мають 3 квоти. Коли у 10 збірних буде по 4 олімпійських квоти, то ліцензії, що залишилися, будуть розподілені серед спортсменів з рейтингу FIS.
Вікові обмеження
Для двоєборців, які відібралися на Ігри, встановлений мінімально дозволений вік. Не зможуть взяти участь в Іграх спортсмени, які народилися після 31 грудня 2002 року.

## Країни, що кваліфікувалися
| Країна          | Інд. | Ком. | Загалом |
| --------------- | ---- | ---- | ------- |
| Австрія         | 5    | ×    | 5       |
| Німеччина       | 5    | ×    | 5       |
| Італія          | 4    | ×    | 4       |
| Норвегія        | 5    | ×    | 5       |
| Польща          | 4    | ×    | 4       |
| Росія           | 2 1  |      | 1       |
| Словенія        | 3 2  |      | 2       |
| США             | 3+2  | ×    | 5       |
| Україна         | 1    |      | 1       |
| Фінляндія       | 5    | ×    | 5       |
| Франція         | 5    | ×    | 5       |
| Чехія           | 4    | ×    | 4       |
| Швейцарія       | 1    |      | 1       |
| Естонія         | 2    |      | 2       |
| Південна Корея  | 1    |      | 1       |
| Японія          | 5    | ×    | 5       |
| ЗАГАЛОМ: 16 НОК |      | 9    | 55      |

У зв'язку з тим, що менш як 10 збірних спочатку отримали 4 ліцензії, які дають право виставити команду в естафеті, 2 ліцензії було розподілено між Чехією і Польщею, у яких було по 3 квоти. Решту ліцензій розподілено серед спортсменів згідно з рейтингом FIS. Збірна США від самого початку стала володаркою трьох олімпійських квот, але у зв'язку з відмовою збірних Словенії та Росії від однієї квоти, за перерозподілом вони перейшли до США.